# Paul Christoph Mangelsdorf
Paul Christoph Mangelsdorf ( 20 de julio de 1899, Atchison, Kansas - 22 de julio de 1989) fue un agrónomo y botánico estadounidense, conocido por su obra de genética del maíz.
Su padre era comerciante de semillas, y su madre gran amante de las plantas. Se doctora con un Ph.D. en la Universidad Harvard en 1925.
Mangelsdorf defendió una teoría acerca de que el maíz cultivado deriva de uno silvestre que se habría hibridado con Tripsacum y resultar en el actual maíz moderno, y no intervino el Teosinte (el otro subgénero del Gro. Zea) en su formación. Tal teoría sigue en disputa, y George Wells Beadle la rechaza afirmando que el maíz viene del teosinte. Ese rol del Tripsacum (pasto gama) ha sido refutado con los estudios genéticos actuales.
- La abreviatura «Mangelsd.» se emplea para indicar a Paul Christoph Mangelsdorf como autoridad en la descripción y clasificación científica de los vegetales.[3]